# Uno Danielson
Per Konrad Uno Danielson, född 24 maj 1880 på Tveta gård i Tveta socken, Småland, död 20 april 1974 i Kalmar, var en svensk jägmästare.
Uno Danielson var son till kapten Pehr Alfred Danielson. Efter mogenhetsexamen i Västervik utexaminerade han från Skogsinstitutet 1904, blev extra jägmästare i Smålands distrikt 1905, assistent i Tjusts revir samma år, extra ordinarie tjänsteman i Domänstyrelsen samma år och tillförordnad jägmästare i Ölands revir 1908. Danielson utnämndes 1911 till länsjägmästare i Kalmar läns södra landstingsområde. Han var ledamot av skogslagstiftningskommittén 1914-1919 och stadsfullmäktig i Kalmar 1927-1934. Danielson utgav flera arbeten som skogarna inom sitt område, bland annat Huru tillväxa skogarna i södra Kalmar län? (1916), Avenboken på Öland (1917), Ölands almar (1917), De öländska skogarnas historia och utveckling (1918) och De öländska skogsmarkernas produktionsförmåga (1919). Danielsson tilldelades Agardhmedaljen och Naturskyddsmedaljen.
Uno Danielson var en känd förespråkare av en fast förbindelse mellan Öland och fastlandet som mynnade ut i Ölandsbron 1972.